# Gerhard Schenk

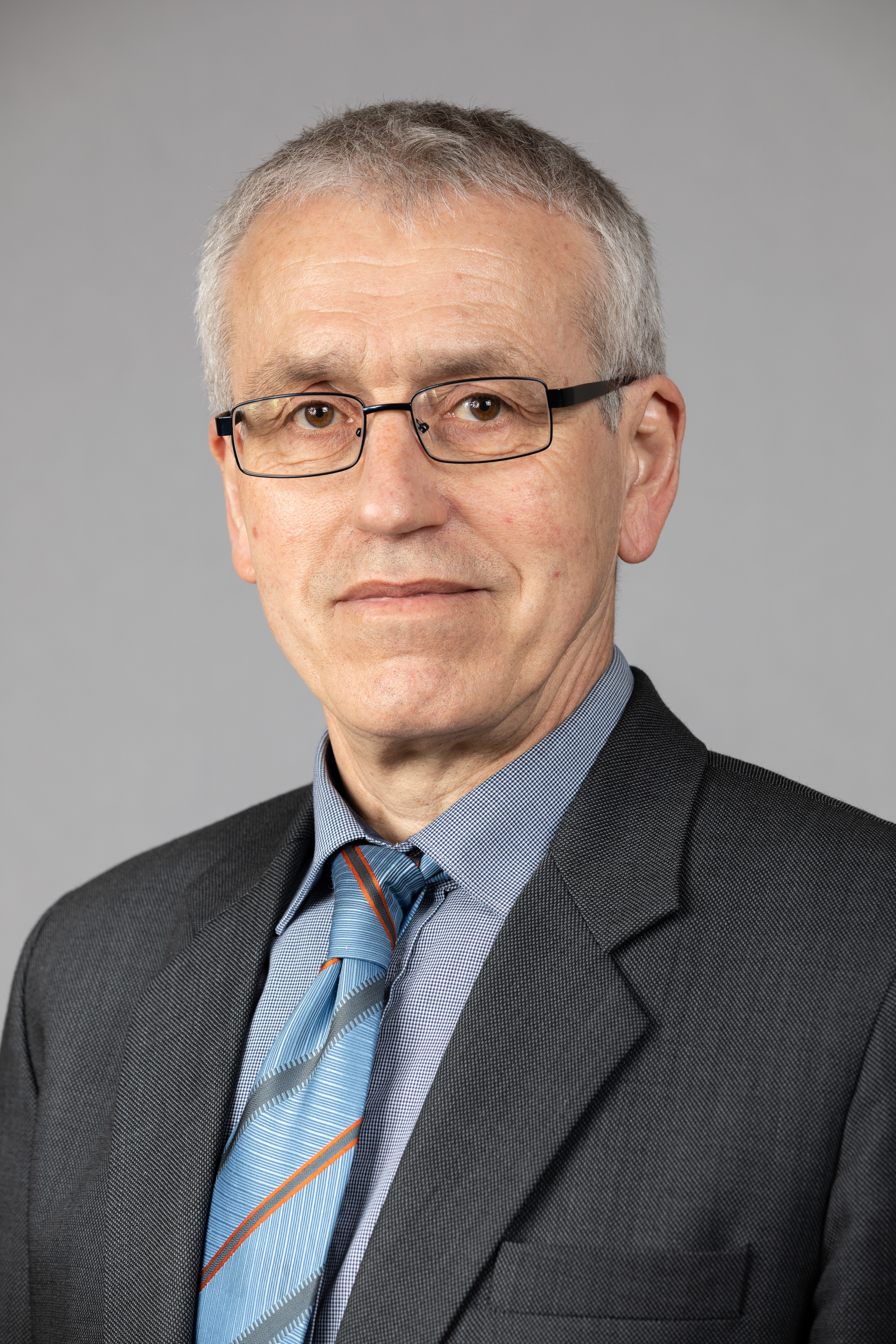
Gerhard Schenk (2019)

Gerhard Schenk (* 28. August 1954 in Friedlos) ist ein deutscher Politiker (AfD). Seit 2019 ist er Mitglied des Hessischen Landtages.

## Leben
Nach einer Ausbildung zum Elektroniker in der Konrad Zuse KG, später beim deutschen Konzern Siemens AG, arbeitete er im Prüffeld für Großrechner und danach in der Messgeräteentwicklung. Schenk ist zudem Volljurist und Diplom-Volkswirt. Er studierte Rechtswissenschaften und Volkswirtschaftslehre zeitgleich in Berlin. Seit 1988 führt Schenk ein Unternehmen das, neben Bebra, von verschiedenen Städten in Hessen, Niedersachsen und Thüringen aus, Transporter und LKWs vermietete und Transporte durchführte.
Seit der konstituierenden Sitzung des Landtages am 18. Januar 2019 ist er Abgeordneter im Hessischen Landtag der AfD-Fraktion. Er ist Kreissprecher der AfD Hersfeld-Rotenburg. Bei der hessischen Landtagswahl 2018 kandidierte er auf Listenplatz 19 der AfD in Wahlkreis Rotenburg. Ihm gelang der Einzug als Abgeordneter in den hessischen Landtag. Bei der Landtagswahl 2023 zog er erneut über die Liste in den Landtag ein.
Im April 2019 erregte er durch eine etwaig verfassungsfeindliche Aussage gegenüber einer Schülergruppe Aufsehen.
Er ist verheiratet, hat fünf erwachsene Kinder und wohnt mit seiner Familie in Bebra.